# Georgi Pirinski

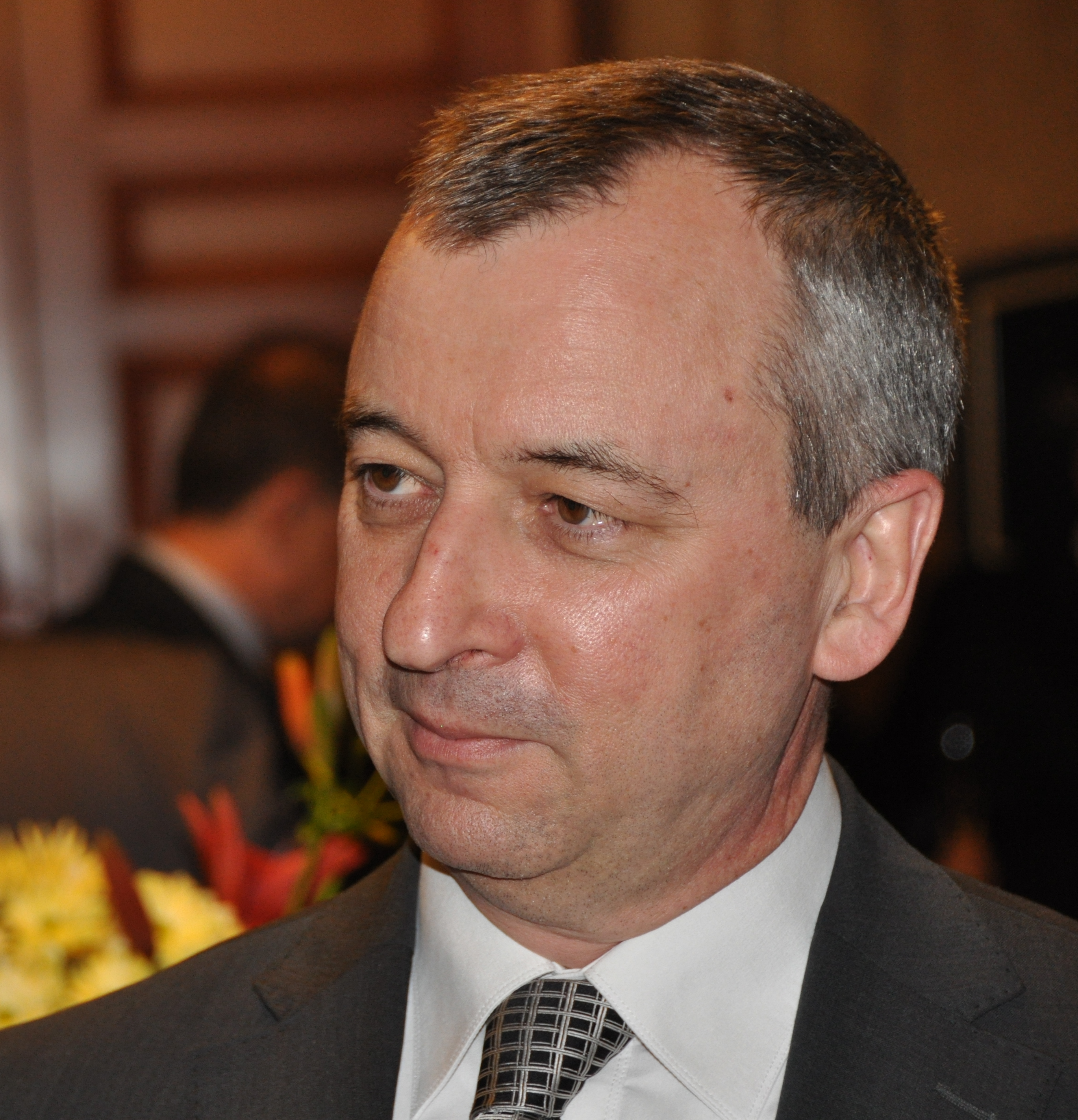
Georgi Pirinski

Georgi Georgiew Pirinski (auch Georgi Georgiev Pirinski geschrieben, bulgarisch Георги Георгиев Пирински; * 10. September 1948 in New York, USA) ist ein bulgarischer Politiker der bulgarischen Kommunistischen Partei (BKP) und seit 1990 der Bulgarischen Sozialistischen Partei (BSP), ehemaliger Außenminister des Landes und Präsident des bulgarischen Parlaments.
Bei der Europawahl 2014 wurde Pirinski ins Europäische Parlament gewählt.